# LGBT práva v Kataru

Duhová mapa Kataru

Lesby, gayové, bisexuálové a transgender osoby (LGBT) žijící v Kataru zde čelí jistým komplikacím ve svém životě. Stejnopohlavní sexuální styky jsou i mezi dospělými muži a ženami nezákonné. Není zde žádné právní uznání stejnopohlavních manželství nebo jiných forem stejnopohlavního soužití ve společné domácnosti.

## Soukromé právo
Až do roku 2004 § 201 trestního zákoníku trestal sodomii vykonanou mezi dospělými muži až pětiletým trestem odnětí svobody. V průběhu 90. let dle různých statistik byl tento zákon použit i proti cizincům.
Například v roce 1995 byl za homosexuální aktivitu odsouzen americký občan k šesti měsícům odnětí svobody a 90 ranám bičem. V 90. letech společnost Philippine Overseas Employment Administration varovala své zaměstnance, že homosexuální akty jsou v Kataru trestány, v důsledku masových trestů a deportací zaměstnanců společnosti v Kataru za homosexualitu.
Při novelizaci trestního zákona (zákon č. 11/2004) v roce 2004 se trest za sodomii mezi dvěma muži snížil na 1 až 3 roky odnětí svobody.
Na sexuální aktivitu mezi ženami se § 296 trestního zákona nevztahuje. Na lesbické a bisexuální ženy žijící v Kataru lze aplikovat i jiné zákony, jako například morální zákon, případně i zákon proti cizoložství, pokud jsou vdané.

## Rodinné právo
Katar nepřiznává stejnopohlavním párům žádnou formu právního ošetření jejich soužití, ba dokonce i samotné nesezdané soužití mezi dvěma nepříbuznými osobami je ilegální.

## Mistrovství světa ve fotbale 2022
V roce 2013 vyšlo najevo, že všechny státy Rady pro spolupráci arabských států v Zálivu nařídily testování (v dosud neznámé formě) cizinců ve snaze znemožnit homosexuálním osobám vstup na jejich území.
Katarský postoj k právům LGBT osob se stal předmětem mnoha debat, vč. kritiky ze strany LGBT organizací vůči řediteli FIFA za doporučení účastníkům nadcházejícího Světového poháru 2022 v Kataru, aby se během soutěže zdrželi homosexuálního aktu. Richard de Mos, nizozemský politik Strany pro svobodu (PVV), navrhl, aby hráči nizozemského fotbalového týmu na protest proti situaci LGBT lidí v Kataru hráli v růžovém namísto jejich oranžové národní barvy.
V rámci přípav na mistrovství světa byla v Kataru spuštěna kampaň vůči občanům a budoucím účastníkům FIFA ohledně řádného oblékání mužů a žen na veřejnost.

## Životní úroveň
LGBT osoby žijící v Kataru cítí potřebu svojí sexuální orientaci nebo genderovou identitu skrývat. Žádná ochrana LGBT práv zde neexistuje. V rámci veřejného života se však občas určitá akceptace LGBT lidí objeví. Například v listopadu 2008 se v Katru úspěšně uskutečnil koncert George Michaela.
| Legální stejnopohlavní styk                                                            | mužský ilegální (1 rok až 3 roky vězení) ženský ilegální (samotný lesbický styk není přímo protizákonný, lze však aplikovat i jiné zákony) |
| Stejný věk legální způsobilosti k pohlavnímu styku pro obě orientace                   | No |
| Antidiskriminační zákony v zaměstnání                                                  | No |
| Antidiskriminační zákony v přístupu ke zboží a službám                                 | No |
| Antidiskriminační zákony v ostatních oblastech (homofobní urážky, zločiny z nenávisti) | No |
| Stejnopohlavní manželství                                                              | No |
| Jiná forma stejnopohlavního soužití                                                    | No |
| Adopce dítěte partnera                                                                 | No |
| Společná adopce stejnopohlavními páry                                                  | No |
| Gayové a lesby můžou otevřeně sloužit v armádě                                         | No |
| Možnost změny pohlaví                                                                  | No |
| Přístup k umělému oplodnění pro lesbické ženy                                          | No |
| Náhradní mateřství pro gay páry                                                        | No |